# Кристиан Детлев фон Рантцау-Брайтенбург
Кристиан Детлев фон Рантцау-Брайтенбург (на немски: Christian Detlev, Graf zu Rantzau-Breitenburg; * 11 март 1644; † 8 септември 1697, имение Драге в район Щайнбург, Шлезвиг-Холщайн) е 2. имперски граф на Рантцау-Брайтенбург в Южен Шлезвиг-Холщайн.

## Произход
Той е син на имперски граф Кристиан фон Рантцау (* 2 май 1614; † 8 ноември 1663) и съпругата му Доротея фон Рантцау (* 29 януари 1619; † 5 ноември 1662), дъщеря на Детлев Рантцау (1577 – 1639) и Доротея фон Алефелд (1586 – 1647). Сестра му Маргарета Доротея фон Рантцау (1641 – 1665) е омъжена на 26 декември 1657 г. за граф Фридрих фон Алефелд (1623 – 1686). Внук е на Герхард Рантцау (1558 – 1627), който от 1600 до 1627 г. е датски щатхалтер в кралската част на Шлезвиг-Холщайн. Прадядо му Хайнрих Рантцау (1526 – 1598) е хуманист, финансов и политически съветник на датските крале и щатхалтер (1556 – 1598) в кралската част на Шлезвиг-Холщайн.
Родът Рантцау принадлежи към най-богатите и влиятелни фамилии на Шлезвиг-Холщайн, през 16 и 17 век е собственик на ок. 70 имоти в страната.

## Фамилия
Кристиан Детлев фон Рантцау-Брайтенбург се жени 1664 г. за фрайин Катарина Хедвиг фон Брокдорф (* 17 юни 1645; † 25 ноември 1689), дъщеря на Детлев фон Брокдорф († 1670) и Йолгард Катарина фон Рантцау († 1675). Те имат децата:
- Кристиан Детлев фон Рантцау (* 1670; † 10 ноември 1721, Бармщет, застрелян), 3. имперски граф
- Катарина Хедвиг фон Рантцау-Брайтенбург (* 8 юни 1683, Драге; † 12 март 1743, Хамбург), наследничка на Брайтенбург, омъжена на 22 февруари 1699 г. в дворец Драге, Шлезвиг-Холщайн, за граф Йохан Фридрих фон Кастел-Рюденхаузен (* 6 февруари 1675; † 23 юни 1749)
- Вилхелм Адолф фон Рантцау (* 1688; † 19 март 1734, в затвор в Осло), 4. и последен имперски граф на Рантцау-Брайтенбург, женен 1711 г. за графиня Шарлота Луиза Кристиана фон Зайн-Витгенщайн (* 1680 или 1681; † 11 март 1746); през 1726 г. е осъден и затворен от датския съд заради участие в убийството на по-големия му брат